# Eupelmus leptophyas
Eupelmus leptophyas är en stekelart som beskrevs av Perkins 1910. Eupelmus leptophyas ingår i släktet Eupelmus och familjen hoppglanssteklar. Inga underarter finns listade i Catalogue of Life.